# Коргузалов, Владимир Леонидович
Владимир Леонидович Коргузалов (15 июля 1896 — 12 июля 1944) — советский военнослужащий, участник Великой Отечественной войны, начальник инженерной службы 3-го гвардейского механизированного корпуса 47-й армии Воронежского фронта, гвардии подполковник. Герой Советского Союза.

## Биография

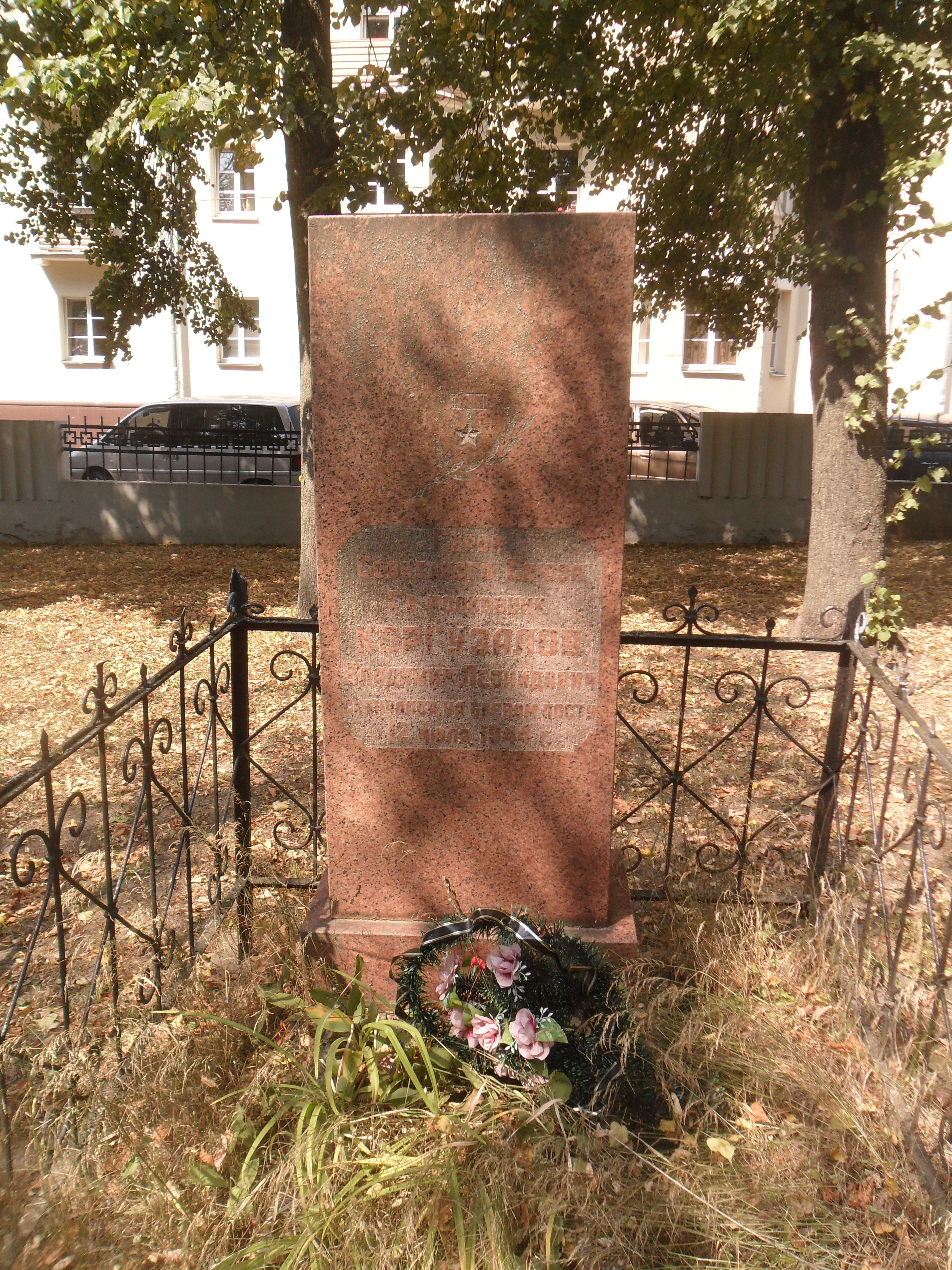
Могила Коргузалова на Военном кладбище Минска.

Владимир Коргузалов родился 15 июля 1896 года в Санкт-Петербурге. Окончил реальное училище. В 1915 году окончил Николаевское инженерное училище.
В Красной Армии в 1918—1924 годах и с 1941 года. Участник Гражданской войны. Учился в Военно-инженерной академии.
Участник Великой Отечественной войны с 1941 года. Сражался на Ленинградском, Воронежском и 1-м Украинском фронтах. В ходе окружения группы немецких войск под Сталинградом командовал постройкой инженерных сооружений на отрезке фронта общей длиной 180 километров, за что был награждён орденом Красной Звезды.
Начальник инженерной службы 3-го гвардейского механизированного корпуса (47-я армия, Воронежский фронт) гвардии майор Владимир Коргузалов отличился при форсировании реки Днепр в сентябре 1943 года в районе города Канев Черкасской области Украины и в боях за плацдарм на правом берегу Днепра. Организовал форсирование и налаживание устойчивой переправы корпуса через реку, несмотря на отсутствие достаточного количества табельных переправочных средств.
Указом Президиума Верховного Совета СССР от 25 октября 1943 года за мужество и героизм, проявленные в борьбе с немецко-фашистскими захватчиками гвардии майору Коргузалову Владимиру Леонидовичу было присвоено звание Героя Советского Союза с вручением Ордена Ленина и медали «Золотая Звезда» (№ 1246).
В дальнейшем гвардии подполковник Коргузалов командовал 2-й гвардейской мото-штурмовой инженерной саперной бригадой. Умер 12 июля 1944 года от разрыва сердца. Похоронен на Военном кладбище в Минске.

## Награды
- Медаль «Золотая Звезда» Героя Советского Союза (№ 1246)
- Орден Ленина
- Орден Красной Звезды